# Pravljica mojega življenja
Pravljica mojega življenja (dansko Mit Livs Eventyr) je avtobiografski roman danskega pisatelja, pesnika in pravljičarja Hansa Christiana Andersena. Knjiga je prvič izšla leta 1847 v nemškem prevodu pri založbi Carl B. Lorck.  V slovenščino jo je prevedla Katja Šulc, izšla pa je leta 2005 pri založbi Študentska založba.

## Vsebina
V svoji življenjski zgodbi nas Hans Christian Andersen popelje skozi svoje otroštvo v revni kočici v Odenseju. Pripoveduje o tem, kako se je ob očetovem prebiranju poezije razvila njegova želja po ustvarjanju, ki ga je pri rosnih 14. letih pognala v glavno mesto Danske. V Kobenhavnu je poskušal pridobiti naklonjenost in pomoč pomembnih ljudi tistega časa, katerih peščica mu je odprla vrata v svoj dom in mu omogočila šolanje. Tako je pričel s pisanjem poezije, kasneje pa se je lotil tudi romanov, katerih snov je pridobil iz svojega revnega otroštva in popotovanj po Evropi. Ves čas njegovega ustvarjanja so nastajale tudi pravljice, po katerih je danes najbolj poznan in jih je kljub velikemu neodobravanju svojih prijateljev zapisal.

## Izdaje in prevodi
Po knjigi je deloma posnet tudi film Hans Christian Andersen: Moje življenje kot pravljica, 2001 (Hans Christian Andersen: My life as a Fairy Tale).
- Slovenska izdaja romana iz leta 2005 (COBISS)